# Groaíras
Groaíras é um município brasileiro do estado do Ceará. Sua população estimada em 2022 é de 10 910 habitantes.

A lei n 3.603, de 23 de maio de 1957, cria o município de Groaíras, estabelece a sua área territorial e dá outras providências.